# Спілка болгарських журналістів
Спілка болгарських журналістів (СБЖ) — добровільне об'єднання болгарських журналістів для захисту своїх професійних, соціальних і профспілкових прав і інтересів. Діяльність Спілки болгарських журналістів спрямована на вільне здійснення права шукати, отримувати і поширювати інформацію, право вільно висловлювати і поширювати думки, а також запобігати цензурі.

## Історія
Першим журналістським об'єднанням в Болгарії було Товариство столичних журналістів (1905). Серед його очільників — Джозеф Гербст (перший голова), проф. Нікола Мілев, Христо Силянов, Петко Пенчев, Дімо Казасов та інші. Діяльність Товариства в основному була орієнтована на професійні питання та захист моральних і матеріальних інтересів коледжу журналістики в Софії. Перший крок був зроблений 23 лютого 1908, коли були засновані три фонди: «Пенсионен», «Подпомагане» и «Журналистически дом».
18 вересня 1920 відкрився Клуб журналістики, заснований Товариством. Організація видавала газету «Вестник на вестниците».
У травні 1924 р. було створено ще одне журналістське об'єднання — Спілка провінційних професійних журналістів Болгарії. Першим її головою був Стоян Никифоров. Метою цього альянсу була організація провінційних журналістів і підвищення якості провінційного друку. Її діяльність в основному була спрямована на взаємну допомогу і просвітництво. Спілка видавала протягом двох років перший журнал «Български журналист» (під редакцією Лука Говедарова), організовувала виставки та прес-конференції. Разом з Товариством столичних журналістів вона організувала святкування Дня преси.
До 24 грудня 1944 Товариство столичних журналістів та Спілка провінційних журналістів Болгарії продовжували існувати як незалежні організації. Загальні збори двох організацій, що відбулися в цей день, вирішили об'єднатися в Спілку журналістів Болгарії. Спільне засідання двох організацій затвердило прийняті ними декларації про асоціацію та встановило статут нової журналістської організації. Петко Пенчев був обраний головою правління, а почесним головою — Тодор Павлов.
26 травня 1948 Спілка журналістів, Спілка періодичної преси та Асоціація журналістів об'єдналися в єдину громадську, культурну, освітню та професійну організацію працівників преси, побудовану на принципах взаємної поваги та рівних прав для всіх її членів, а також забезпечення їх професійних інтересів єдиною Спілкою журналістів Болгарії. Її головою був обраний Енчо Стайков.
До кінця 1950 року Спілка журналістів припинила своє існування і влилася в Об'єднану профспілку працівників освіти, преси та політичних діячів. Замість Спілки журналістів Болгарії створено Центральний будинок журналістів, який продовжував свою діяльність до червня 1955.
12 червня 1955 знову було створено Спілку журналістів під назвою Спілка болгарських журналістів, яка стала продовженням Спілки журналістів Болгарії. Установча асамблея ухвалила Статут Спілки та обрала Правління, яке очолив проф. Володимир Топенчаров.

## Управління
Вищим органом Спілки болгарських журналістів стали Загальні Збори. Керівним органом СБЖ була Рада Правління. До 2013 р. виконуючим обов'язки голови Ради Правління СБЖ і генеральним секретарем є Снежана Тодорова.

## Голови Ради Правління СБЖ
- Александр Ангелов (1994-2002)[4]
- Мілен Вальков (2002-2011)[5]
- Снежана Тодорова (2011-)

## Членство
Член Спілки болгарських журналістів може бути болгарським громадянином, який займається журналістською професією не менше двох років, приймає і поважає Статут Спілки болгарських журналістів та Правила журналістської етики, прийняті Загальними Зборами СБЖ.
Членом Спілки болгарських журналістів також можуть бути:
- спеціалісти, що займаються журналістською і медійною діяльністю, медійні спеціалісти і викладачі в галузі журналістики
- журналісти, які пішли на іншу роботу, які мають принаймні десять років членства в СБЖ;
- юридичні особи не можуть бути членами Спілки болгарських журналістів.[6]